# Popmundo
Popmundo (anteriormente conhecido como Popomundo) é um jogo de navegador criado pela ExtraLives AB (também responsável por Hattrick).
O jogo é jogável em navegador web, ou seja, não é necessário instalar nenhum software específico para jogar. O jogo consiste em controlar um personagem e guiá-lo em sua busca pela fama e estrelato no mundo musical, além de interagir com outros personagens, formar famílias e desenvolver outras carreiras, como médico, bombeiro, político, entre outras.

## Jogabilidade
Embora o objetivo principal do jogo é a de transformar o personagem em uma estrela musical, as chances são maiores. O Popmundo tenta imitar o mundo real em muitos aspectos, incluindo a interação entre os personagens e os cenários de países, cidades, etc. Há toda uma série de cidades em que os personagens podem ser cidadãos (Londres, Buenos Aires, Nashville, Rio de Janeiro, Madrid, Porto,etc.) É possível viajar entre elas por via aérea ou por via terrestre. Pela mesma razão, os personagens tendem a ter um trabalho normal, pelo menos inicialmente, com a qual manter sua economia e os custos associados à sua carreira.
O sistema de pontuação é baseado em conquistas, que geram uma quantidade de pontos para o jogador, como por exemplo: Toquei em 5 cidades com minha banda, Lancei meu primeiro disco, Roubei meu primeiro item, Fiz meu primeiro show para mais de 10000 pessoas etc...
Você pode participar ou criar uma banda de qualquer gênero. O objetivo da carreira musical é fazer sua banda subir ao topo do ranking e ser reconhecido por todos. Este fato deve considerar várias estratégias como investimentos de riscos, contato com os diferentes chefes de empresas que têm contrato com uma gravadora para lançar discos e videoclipes. Além disso você assume completamente o espírito do seu gênero e deve se aprimorar nele para dominá-lo futuramente.
No Popmundo há a possibilidade de ações ilegais como: fugir da prisão, iniciar um incêndio, roubar, atacar outros personagens e furtar lojas. Entretando, é necessário a participação em outra área do jogo, disponível apenas para VIP's, que é a Vida do Crime. Sucessivamente a polícia e os juízes, juntamente com os agentes especiais são encarregados de deter e prender os criminosos por um tempo.
Originalmente, o jogo era chamado de Popomundo. Em 9 de Outubro de 2007, o nome foi alterado para PopLove por dois dias. Isso aconteceu, de acordo com os desenvolvedores, porque o nome "Popomundo" significa coisas "obscenas" em muitas traduções. Após uma revolta dos usuários em 11 de Outubro de 2007, os desenvolvedores resolveram voltar para Popomundo. Muitos usuários reclamaram que os navegadores e roteadores associavam "PopLove" com sites de pornografia. Por fim, em 23 de abril de 2008 desenvolvedores decidir remover o "segundo O" e o nome foi renomeado para Popmundo. Novamente, no dia 1º de abril de 2014, em comemoração ao dia da mentira, o nome PopLove foi empregado novamente e substituído pelo até então original Popmundo.

## The Insider: A revista do Popmundo
Quando se tem uma enorme gama de notícias, histórias e até mesmo discussões, faz-se necessário um lugar para guardar tudo isso que seja acessível à todos os cidadãos do jogo. A The Insider (antiga It's Pop) tem exatamente esse objetivo. Além do seu papel jornalístico de noticiar os fatos, é também conhecida por ser a voz do povo. Na antiga versão, era publicada semanalmente e era o lugar onde se conseguia empregos através de classificados, por exemplo. 
Na nova versão, a The Insider foi disponibilizada depois de muito tempo fora de ar com apenas uma única função: os jogadores podem publicar artigos como liberdade de expressão, dando a oportunidade de expressar suas ideias (a única condição é interpretar os artigos como o personagem, e não como o jogador). Além disso, a revista não possui uma edição semanal, e sim uma edição contínua que é atualizada de acordo com a demanda de artigos.

## Empregos
No Popmundo, seu personagem pode ser empregado em vários cargos. Em alguns casos, os mesmos requerem algumas habilidades.
- Advogado (1 estrela em Direito Básico)
- Apresentador de TV (Visual excelente)
- Assistente de Laboratório (3 estrelas em Ciência Básica)
- Atendente
- Babá (Humor bom)
- Bartender
- Bombeiro (3 estrelas em Combate a Incêndios)
- Cantor (Vocal decente)
- Carpinteiro
- Catador de Lixo
- CEO (QI mediocre e ser VIP) *Embora não seja um pré-requisito, a habilidade economia ajuda os CEO's a serem mais produtivos.*
- Chef (3 estrelas em Culinaria)
- Cientista (5 estrelas em Ciência Avançada)
- Comissário de Bordo
- Contador (Contabilidade)
- Engenheiro (4 estrelas em Engenharia Básica)
- Faxineiro
- Gerente de Publicidade (1 estrela em Manipulação de Mídia)
- Médico(1 estrela em medicina básica)
- Pedreiro
- Professor
- Ranger
- Sacerdote (5 estrelas em Religião e ser VIP)
- Segurança
- Tatuador (3 estrelas em Básico em Artes e Design)
- Tenente Policial
- Trabalhador
- Vendedor (Charme em nível medíocre ou maior)

Dentre muitos outros... 

## Características da Área Musical
- É possível escolher uma banda com qualquer estilo musical e compor suas próprias músicas.
- Há a possibilidade de escolher instrumentos de percussão, teclas, cordas e sopro (de madeira, como saxofone; ou metal, como trompete) .
- O jogador pode fazer shows e lançar CDs para alavancar a sua carreira musical.
- O jogador pode lançar CDs em forma de single(com 2 músicas) ou álbum(com 8 a 12 músicas).
- O jogador VIP ao criar uma música pode escrever a letra desta mesma (embora não vá mudar a qualidade da música nos shows).

## Gêneros Musicais
Os gêneros musicais disponíveis durante a criação de uma banda são:
- Blues
- Country and Western
- Electrónica
- Flamenco
- Heavy metal
- Hip Hop
- Jazz
- Música africana
- Música clássica
- Música latina
- Pop
- Punk rock
- Reggae
- Rock
- Modern rock
- R&B
- World Music

## Fanblogs
Para aqueles que não se contentam em viver apenas dentro do jogo, existem fanblogs, isto é, blogs criados por jogadores que se interessam por Popmundo. Dentre eles existem blogs de fofocas de artistas e principalmente, blogs de ajuda. A principal rede de fanblogs existente é administrada pelo grupo Edge, que administra o Guia Popmundo 2.0 e o Music Circle.